# Ansett Australia
Ansett Australia o simplemente Ansett fue una de las mayores aerolíneas australianas con servicios dentro de Australia e internacionales. La aerolínea quebró financialmente en el año 2001 cuando fue liquidada. Ansett operó entre 1935 y 2002.

## Historia

### Inicios

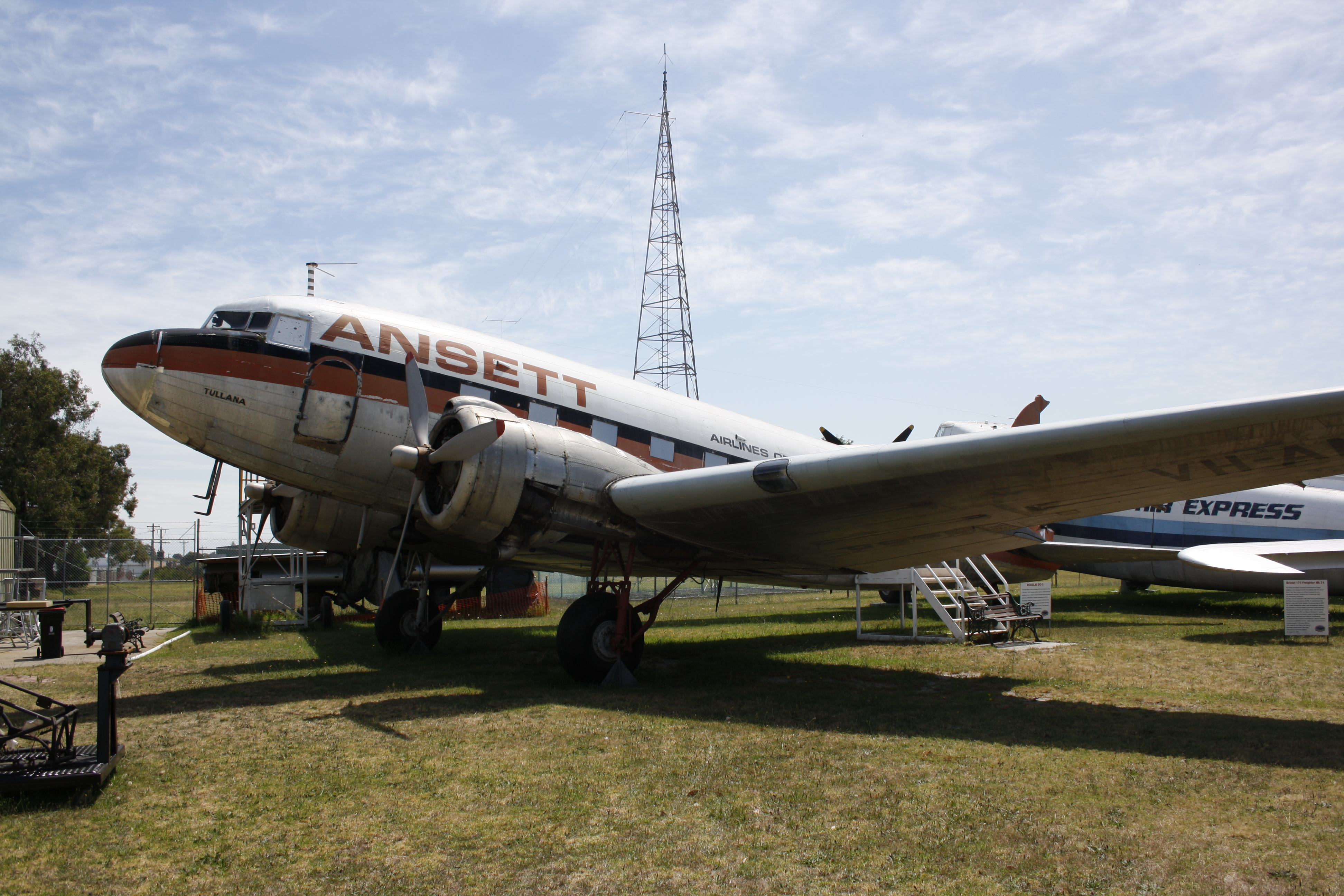
Douglas DC-3 de Ansett en el Australian National Aviation Museum (2012)

La empresa fue fundada por Reginald "Reg" Ansett en 1935 como Ansett Airways Pty Ltd. Se trataba de una rama de su negocio de transporte por carretera, que había tenido tanto éxito que amenazaba los ingresos por transporte de mercancías y pasajeros de Victorian Railways. Esto llevó al gobierno estatal a legislar para sacar del negocio a los operadores privados de transporte por carretera. Reg Ansett respondió estableciendo una aerolínea, ya que la aviación estaba bajo el control del gobierno federal y fuera del alcance del gobierno estatal.
La primera ruta de Ansett entre Hamilton (Victoria) y Melbourne operada por un monoplano Fokker Universal comenzó el 17 de febrero de 1936. El rápido éxito de la aerolínea llevó a Ansett a poner a flote el negocio en 1937. A medida que la red de rutas se expandió, Ansett Airways importó aviones Lockheed Modelo 10 Electra. Durante la Segunda Guerra Mundial, Ansett optó por suspender todos los servicios programados, excepto el servicio de Hamilton, a favor de un trabajo más lucrativo para las Fuerzas Aéreas del Ejército de los Estados Unidos. Después de la guerra, Ansett luchó para restablecer sus rutas nacionales utilizando Douglas DC-3 excedentes de guerra, convertidos de los C-47 y los Lockheed Modelo 10 Electra restantes.
En ese momento, el sector de viajes aéreos nacionales australianos estaba dominado por Australian National Airways (ANA), establecida en 1936 por un consorcio de armadores australianos financiados por Gran Bretaña. El gobierno federal de Ben Chifley estaba decidido a establecer una aerolínea estatal para operar todos los servicios nacionales e internacionales. Finalmente, este objetivo fue frustrado por el Tribunal Supremo de Australia, por lo que estableció Trans-Australia Airlines (TAA) para operar en competencia con ANA.

### Hacia un duopolio

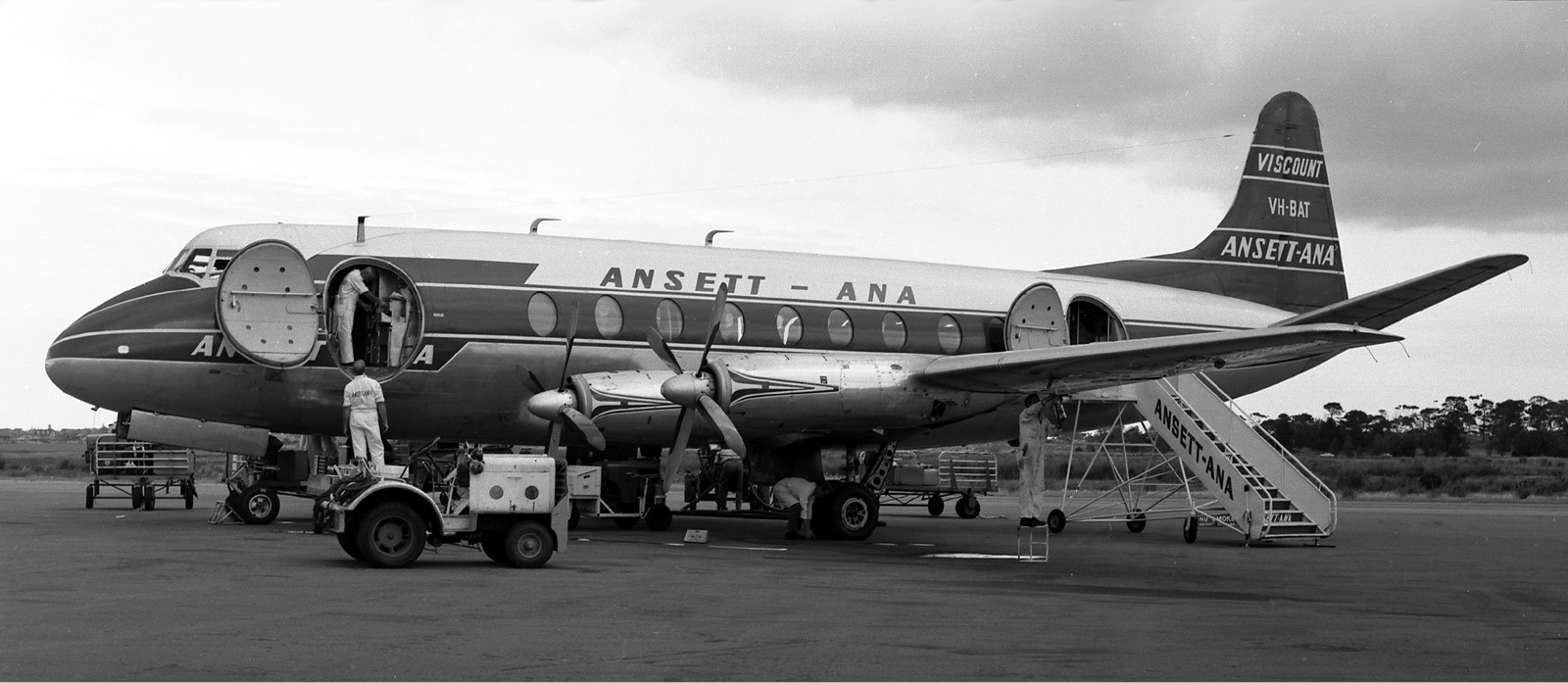
Un Vickers Viscount de ANA-Ansett en el aeropuerto int. de Adelaida (primera mitad de la década de 1960)

Ansett Airways siguió siendo un actor importante mientras ANA y TAA luchaban por la supremacía en las décadas de 1940 y 1950. Ansett operó alrededor de los dos grandes, manteniendo operaciones interestatales con tarifas económicas con Douglas DC-3 y más tarde Convair CV-340 anteriormente operados por Braniff International Airways en los Estados Unidos. La aerolínea contó con el respaldo de amplias operaciones de transporte por carretera, incluidas Ansett Freight Express y Ansett Pioneer Coaches, así como la operación de construcción de autocares de Ansair.
El gobierno de Robert Menzies, si bien apoyaba a TAA, debido a los excelentes dividendos que pagaba al gobierno, quería evitar que TAA tuviera un monopolio sobre los servicios nacionales si ANA colapsaba, como parecía probable. La única alternativa, según resultó, era que Ansett comprara la operación de ANA. La oferta de Ansett contó con varios partidarios financieros, siendo el más destacado la Shell Oil Company. Douglas Aircraft Company también estaba preocupada por la desaparición de ANA, ya que TAA había dejado de ser cliente de sus aviones. Los directores de ANA se resistieron ferozmente al principio, pero en octubre de 1957 sucumbieron a la oferta de Ansett de 3,3 millones de libras esterlinas por su aerolínea. La nueva entidad se llamó Ansett-ANA, nombre que mantuvo hasta el 1 de noviembre de 1968, cuando se convirtió en Ansett Airlines of Australia.
El excelente historial de ganancias de Ansett-ANA fue, al menos en parte, cortesía de la Política de Dos Aerolíneas del gobierno de Menzies. La política bloqueó efectivamente a cualquier otro operador interestatal nacional mediante la prohibición de la importación de aeronaves sin una licencia gubernamental. Desde 1957 hasta la década de 1980, bajo las estrictas reglas establecidas por la Política de Dos Líneas Aéreas, Ansett y TAA operaron como copias virtuales el uno del otro, operando el mismo avión en los mismos horarios, a los mismos destinos, con tarifas idénticas. (bajo estricta política del gobierno federal). Si alguna de las aerolíneas deseaba cambiar sus tarifas, debía obtener la aprobación del gobierno federal.
Luego, Reg Ansett se propuso asegurarse de que ningún otro competidor pudiera levantarse para desafiar a su aerolínea. Tomó el control de Guinea Airways, con sede en Adelaida (rebautizada como Airlines of South Australia) y Butler Air Transport, con sede en Sydney (rebautizada como Airlines of New South Wales). La adquisición de Butler se logró con el apoyo encubierto del gobierno de Menzies y gracias a que Ansett diseñó las compras de acciones de Butler por parte de sus empleados (de manera similar a la que acababa de intentar Butler). Luego llevó a los empleados a una reunión general en Sydney y obligó a votar a favor de venderse a Ansett. Más tarde, Ansett compró MacRobertson Miller Airlines, con sede en Perth, compró el 70% de las acciones en 1963 y completó la adquisición en noviembre de 1968. A diferencia de otras adquisiciones regionales de Ansett, MMA conservó su propia identidad (los aviones volaban con los colores de Ansett pero con logotipos de MMA) durante muchos años, convirtiéndose finalmente en Airlines of Western Australia en 1981.

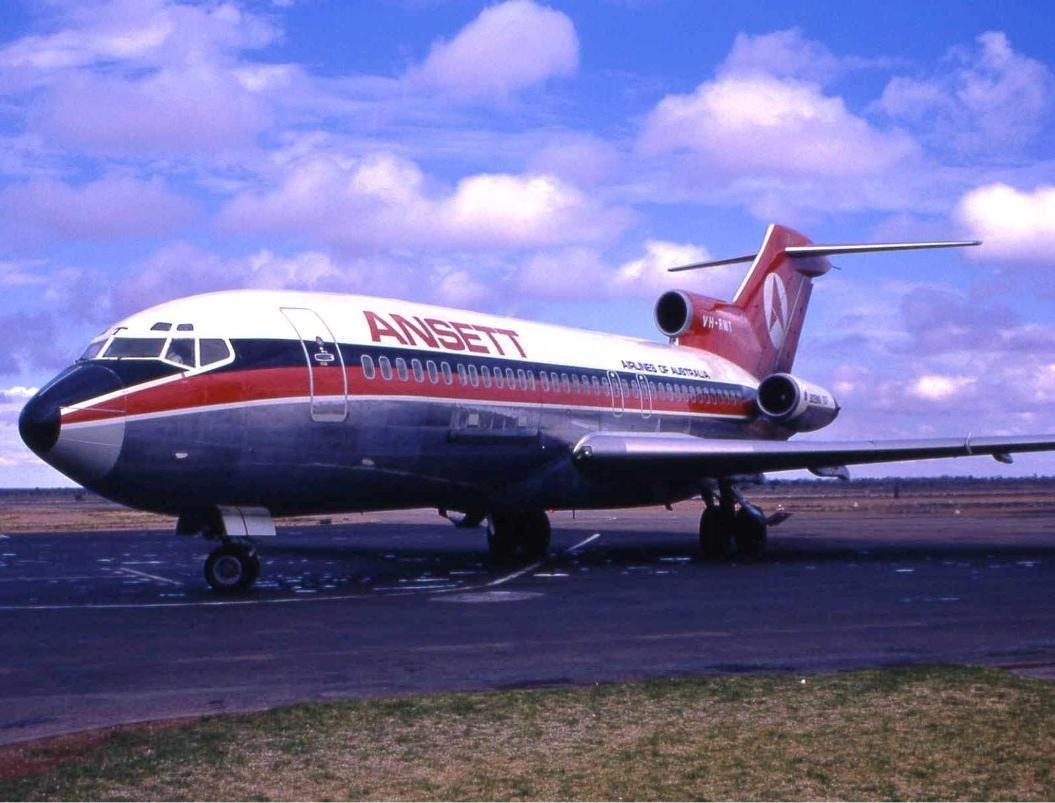
Boeing 727-100 de Ansett en el Aeropuerto Internacional Kingsford Smith de Sídney (1970)

Tras la adquisición de ANA, Reg Ansett presionó al gobierno para que bloqueara la compra por parte de TAA del avión a reacción Sud Aviation Caravelle. Le preocupaba la capacidad de su aerolínea para financiar aviones a reacción equivalentes y el importante salto de ingeniería necesario para pasar de una flota exclusivamente de pistones a aviones a reacción puros. TAA había estado operando aviones de hélice Vickers Viscounts desde 1954, por lo que tenía experiencia en aviones a reacción. Ansett logró convencer al gobierno de que autorizara la importación de más Viscounts y el nuevo Lockheed L-188 Electra, comercializado como el "Golden Jet" como ocurre con otros aviones turbohélice de la época. Esta acción retrasó la introducción de aviones a reacción puros en las aerolíneas nacionales australianas hasta 1964, cuando el Boeing 727-100 "Fan Jet" comenzó a volar. De acuerdo con la política de dos aerolíneas, tanto TAA como Ansett iniciaron servicios de aviones domésticos con el Boeing 727 en la misma fecha (16 de octubre), a la misma hora, en la misma ruta (Sydney a Melbourne). Sin embargo, Ansett ganó un sorteo para ser el primero en aterrizar, convirtiéndose así en la aerolínea que inauguró oficialmente las operaciones de aviones para la aviación nacional australiana, siete años después de que Reg Ansett tomara medidas para bloquear el intento de TAA de comprar por primera vez aviones a reacción. 

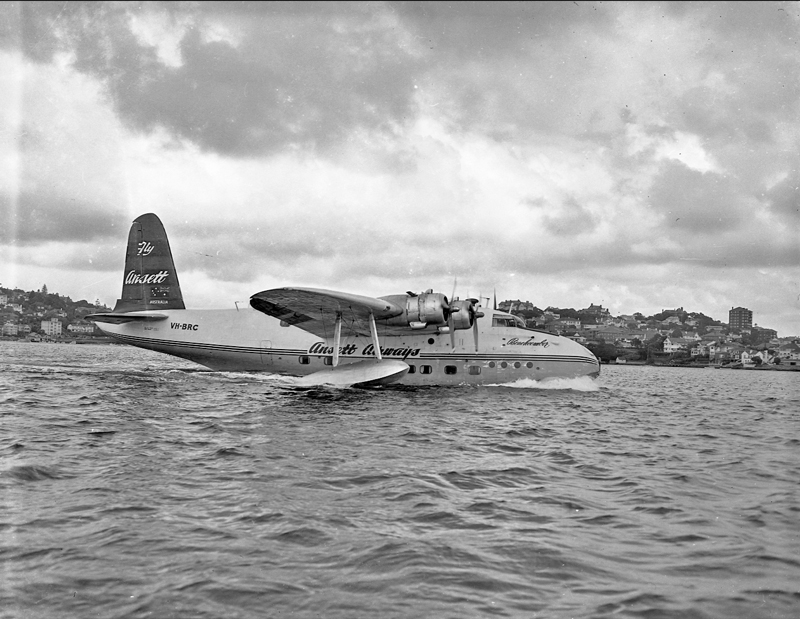
Short S.25 Sandringham de Ansett en el puerto de Sídney (década de 1950)

Una característica inusual de las operaciones de Ansett fue el servicio de hidroavión desde Rose Bay en Sydney hasta la isla de Lord Howe. Esto fue operado por Ansett Flying Boat Services utilizando un avión cuatrimotor Short S.25 Sandringham. El servicio cesó en 1974 cuando se completó el aeropuerto de la Isla de Lord Howe. 

### Unificación, desregulación y expansión
Ansett perdió el control de la compañía ante TNT de Peter Abeles y News Corporation de Rupert Murdoch en 1979, y Abeles tomó el control operativo de la aerolínea. La aerolínea prosperó en la década de 1980 y sus diversas divisiones operativas se fueron unificando progresivamente tanto operativamente como en términos de identidad corporativa. Tras el cambio de propietario, Ansett introdujo una nueva decoración diseñada por Landor Associates, con fuselajes blancos lisos, logotipos simples de Ansett en una tipografía serif y una aleta trasera azul con un logotipo estilizado de la Cruz del Sur. A mediados de la década de 1980, esta librea se implementó en las partes regionales del sistema Ansett, que también fueron renombradas a medida que se implementaron los nuevos colores, convirtiéndose en Ansett NSW, Ansett NT, Ansett WA, etc.

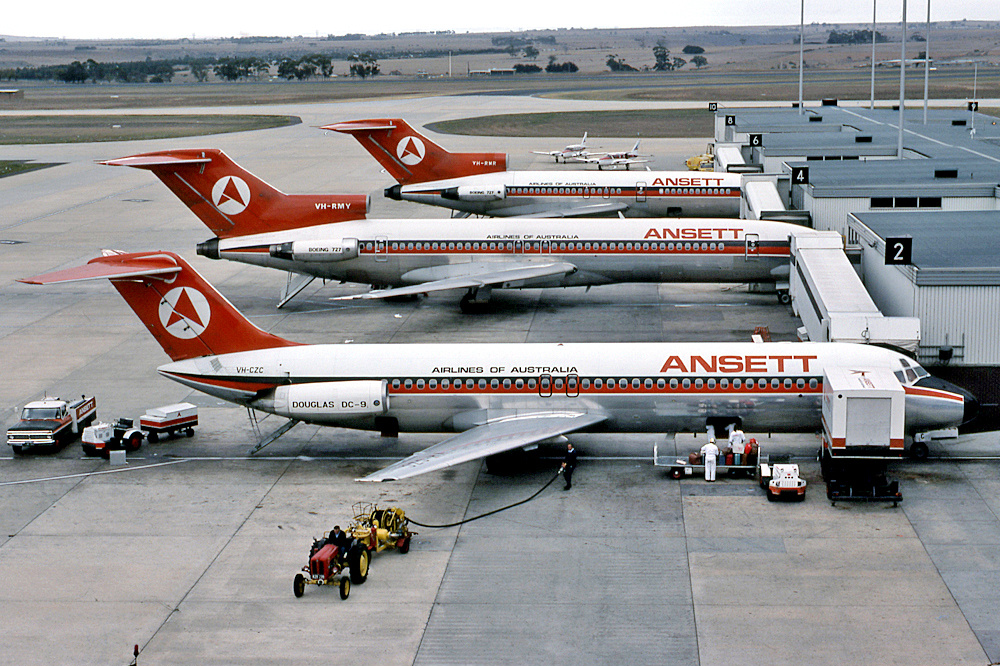
Un McDonnell Douglas DC-9 (al frente), un Boeing 727-200 (detrás) y un Boeing 727-100 (al fondo) de Ansett en el Aeropuerto Internacional Tullamarine de Melbourne (1976)

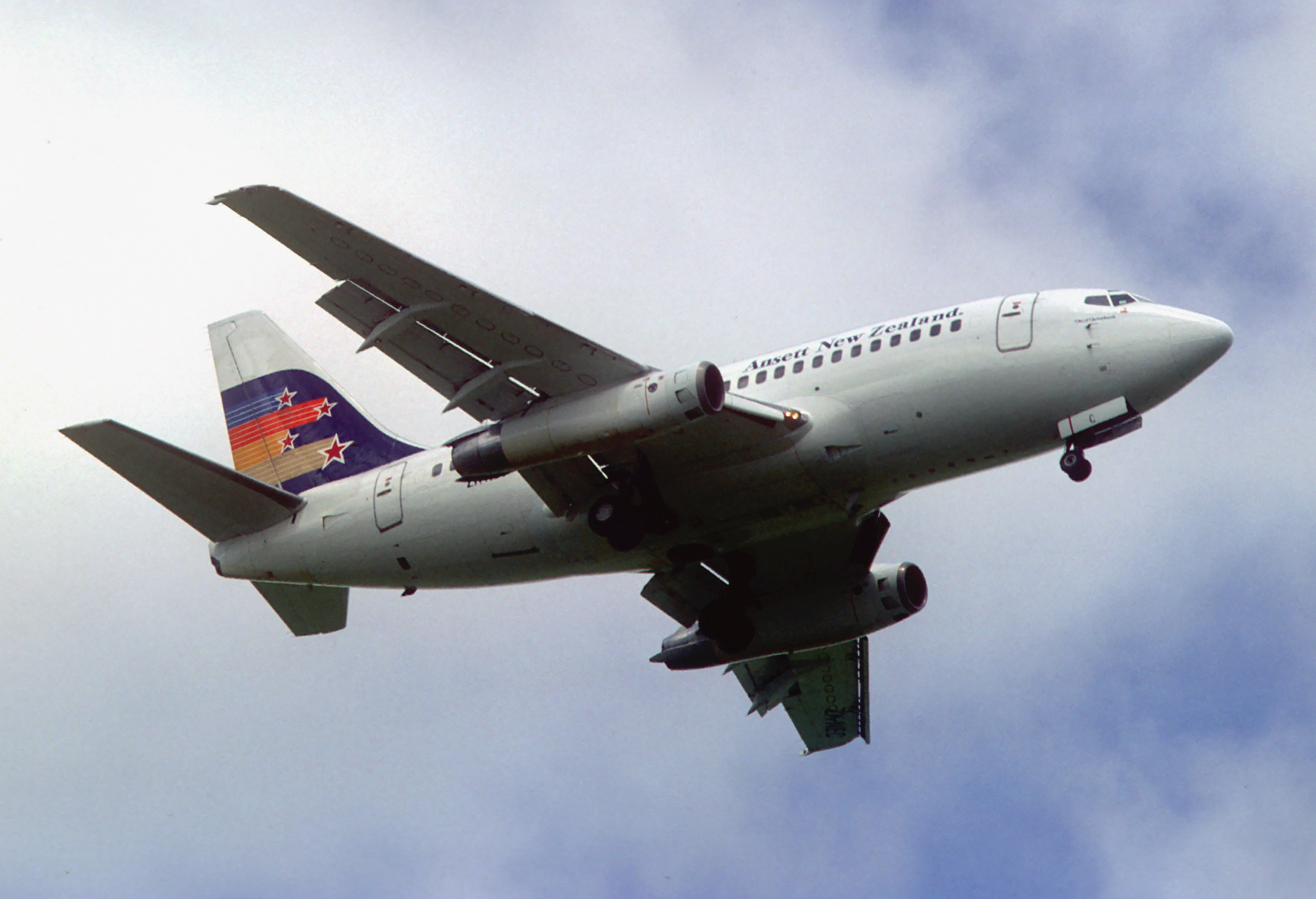
Boeing 737-100 de Ansett New Zealand (1988)

La librea de la Cruz del Sur apareció por primera vez en las versiones de largo alcance recién compradas del Boeing 727-200, capaz de realizar vuelos directos entre Sydney y Perth. Los nuevos propietarios de Ansett realizaron múltiples pedidos de nuevos aviones en la década de 1980, impulsados por un sólido negocio año tras año y la aprobación de la Ley de Acuerdos de Líneas Aéreas de 1981, que mantuvo el sistema de líneas aéreas nacionales estrechamente regulado en Australia hasta al menos el final de la década de 1980, asegurando así los beneficios de Ansett Transport Industries en el futuro previsible. Se compraron nuevos Boeing 737 y cinco del recién introducido Boeing 767; este último con una especificación única que retiene a un ingeniero de vuelo en la cabina mediante un acuerdo con los sindicatos de tripulación de Ansett. A pesar de ser un operador existente del Boeing 737 (y un antiguo cliente de Boeing en general), Ansett realizó un pedido por valor de más de mil millones de dólares en 1985 para el Airbus A320, que reemplazó gradualmente a los Boeing 727 a finales de los 80 y principios de los 90 y fue denominado por la aerolínea como 'Skystar'. Dos años más tarde, Ansett encargó 21 nuevos Boeing 737-300 y 737-500 para eliminar gradualmente los modelos 737 más antiguos.

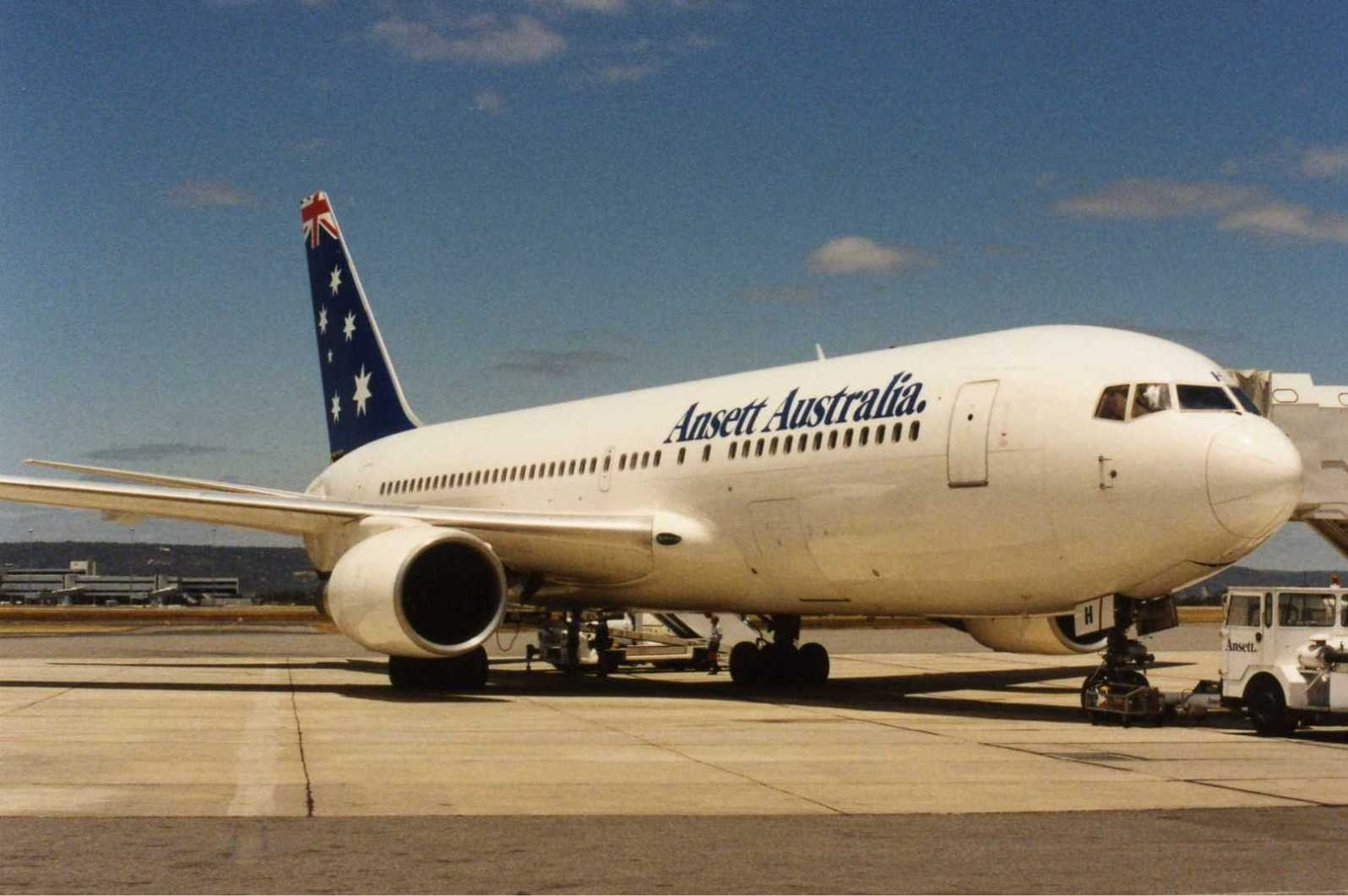
Boeing 767-200 de Ansett en el aeropuerto de Perth (principios de la década de 1990)

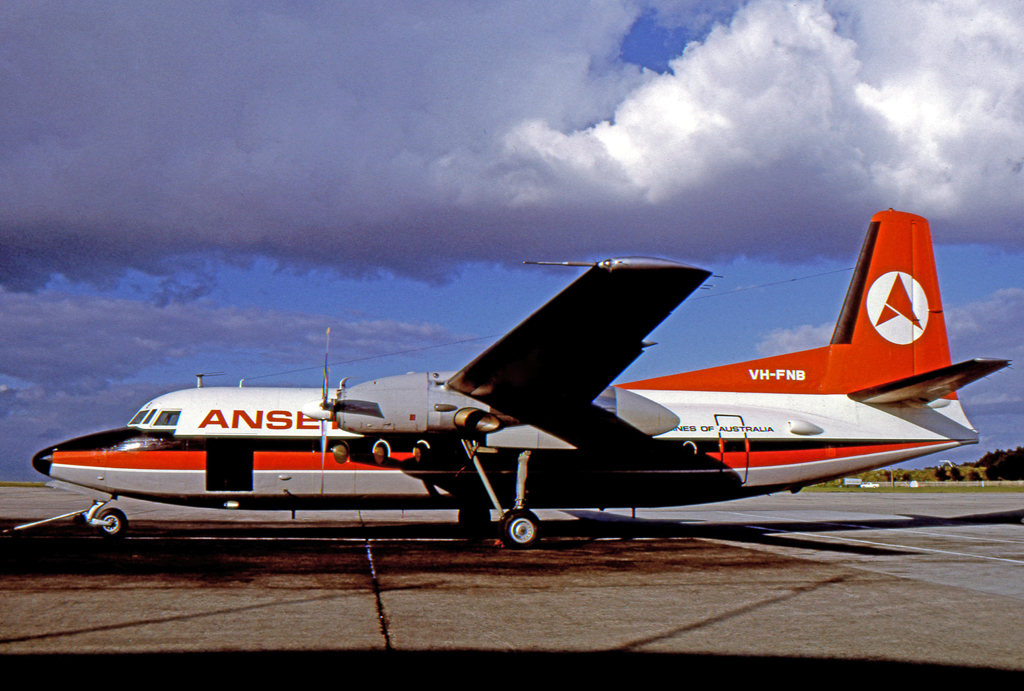
Fokker F27 de Ansett en Melbourne (1970)

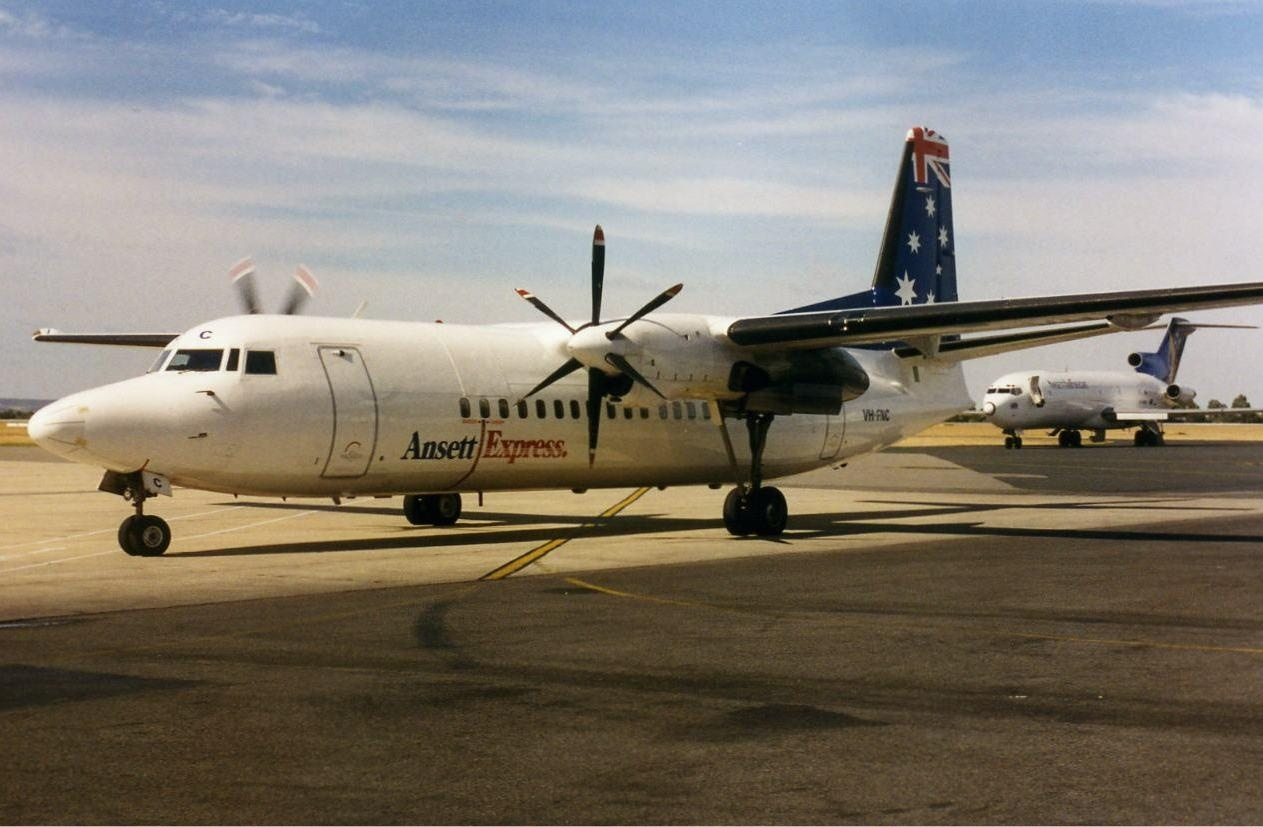
Fokker 50 de Ansett en el aeropuerto de Perth (hacia 1995)

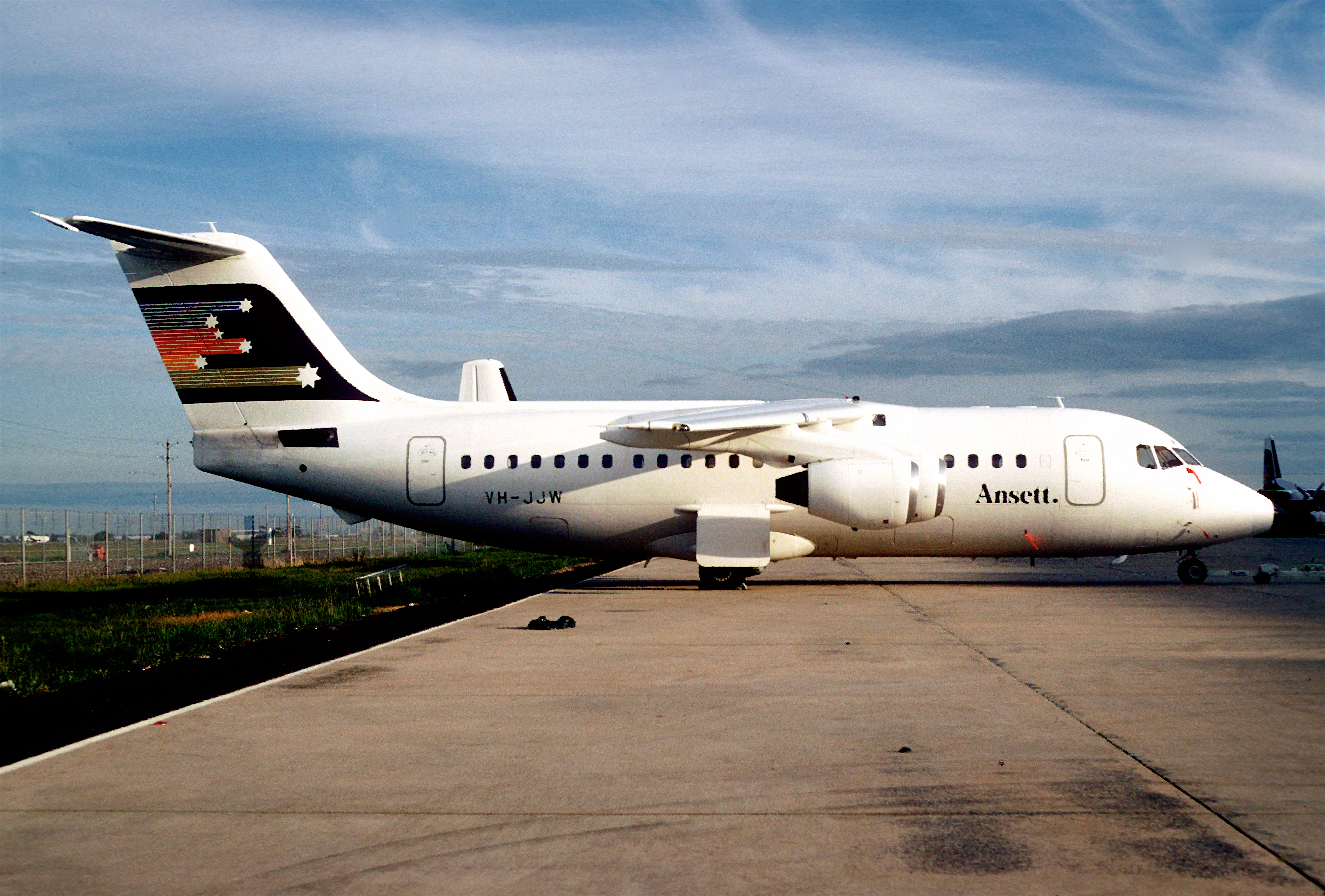
British Aerospace 146 de Ansett (1990)

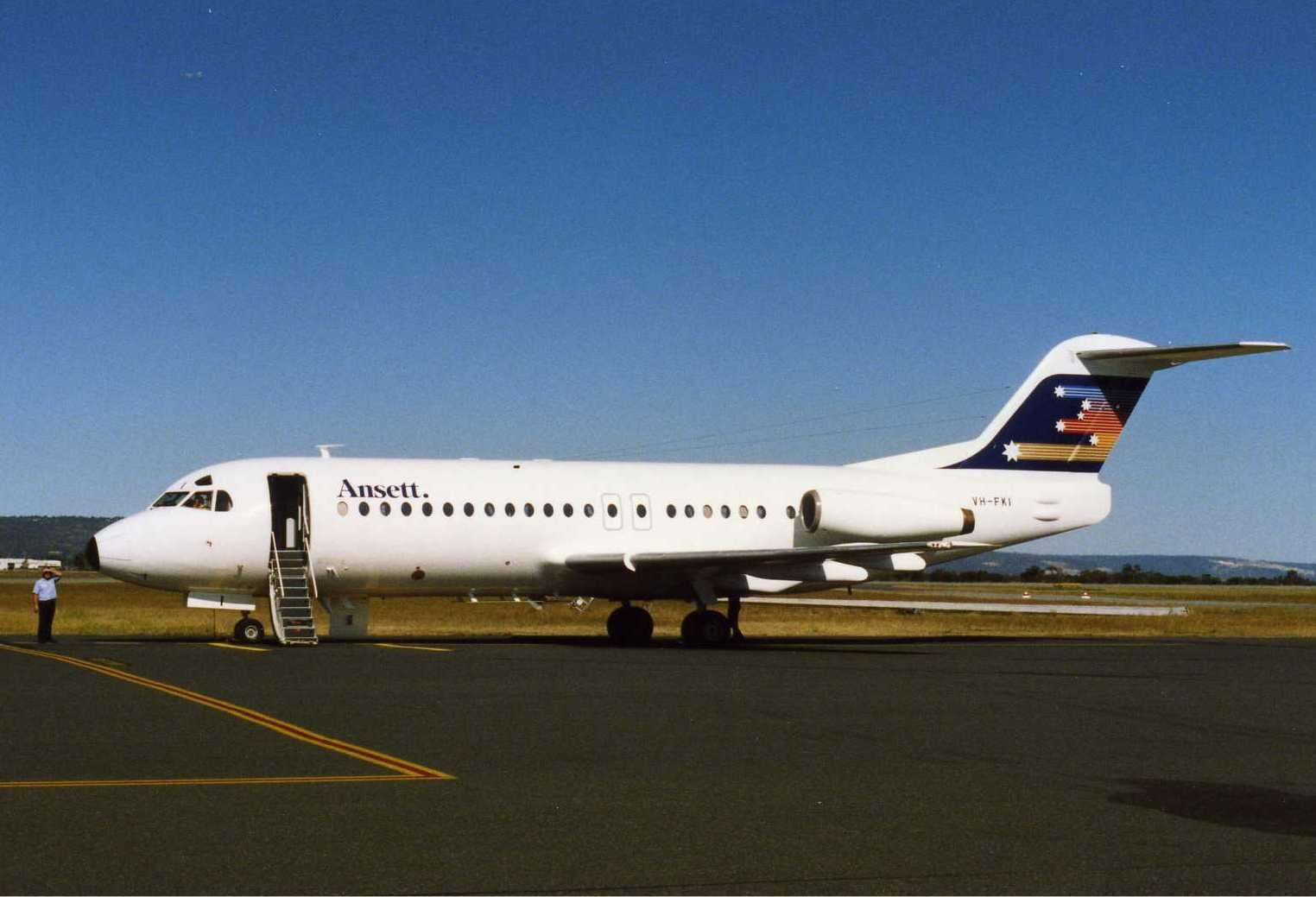
Fokker F28 de Ansett en el aeropuerto de Perth (inicios de la década de 1990)

Esta diversa flota de aviones similares de diferentes fabricantes era inusual en la industria aérea. Los nuevos Boeing 767 también se vieron afectados por problemas mecánicos y de mantenimiento, lo que los llevó a estar fuera de servicio durante varios períodos clave de mucho tráfico y a operar con pérdidas para la aerolínea. Estos problemas se reflejaron aún más en las operaciones regionales de Ansett, que contaban con una amplia gama de aviones de pasajeros regionales de tipo pistón, turbohélice y jet. Muchos de ellos solo funcionaban en pequeñas cantidades, lo que aumentaba los costos de tripulación, capacitación y mantenimiento, y varios modelos clave se acercaban a los 15 o 20 años. Esto generó mayores costos para Ansett. En 1985, el mismo año en que se realizó el pedido de Airbus, Ansett se convirtió en cliente de lanzamiento del turbohélice Fokker 50 y pidió diez aviones con miras a reemplazar su exitosa pero envejecida flota de Fokker F27. Ansett también encargó un total de 11 British Aerospace 146, que gradualmente reemplazaron a los aviones Fokker F28 a partir de 1990.
Además de estos fuertes costos de gasto en renovación de flotas, varias inversiones sustanciales tuvieron malos resultados, incluida una participación en la estadounidense America West Airlines (que se declaró en quiebra y sobrevivió) y su complejo turístico en isla Hamilton (que entró en quiebra). En 1984, Ansett se vio envuelto en una controversia después de que prohibiera a las personas VIH positivas viajar en sus aviones para proteger a su personal. La Asociación Australiana de Auxiliares de Vuelo finalmente rechazó las prohibiciones.
En octubre de 1987, el parlamento australiano votó a favor de derogar la Ley de Acuerdos sobre Líneas Aéreas con efecto a partir del 31 de octubre de 1990. Esto desreguló la industria aérea en Australia y expuso a Ansett a la competencia directa por primera vez. Ansett había anticipado este cambio y en julio de ese año había adquirido East-West Airlines, una aerolínea regional que se había expandido gradualmente desde sus orígenes en Nueva Gales del Sur hasta convertirse en un operador interestatal. East-West había eludido las regulaciones de la Política de Dos Aerolíneas al volar entre las capitales estatales reguladas a través de aeropuertos intermedios más pequeños, lo que le permitió ofrecer un patrón de servicio más denso y accesible y tarifas mucho más bajas que las establecidas por las regulaciones cobradas por Ansett y TAA. East-West se había convertido en el principal competidor de Ansett en muchos de sus servicios regionales y el crecimiento de la aerolínea jugó un papel importante en la exitosa campaña para revocar la Política de Dos Aerolíneas. Como preparación para la desregulación, los propietarios de East-West vendieron la empresa, pero a las pocas semanas el nuevo propietario, Stan Perron, vendió la aerolínea a Ansett. En esta etapa se mantuvo la marca East-West, pero con una librea actualizada.
A finales de la década de 1980 se introdujo en Nueva Zelanda una desregulación similar de la industria aérea, y Ansett aprovechó esta oportunidad para expandir sus operaciones a nivel internacional. En 1987, Ansett celebró un acuerdo con los propietarios de la aerolínea nacional neozelandesa Newmans Air, en dificultades, por el que Ansett Transport Industries adquirió una participación del 50 por ciento en una empresa recapitalizada y ampliada que pasó a llamarse Ansett New Zealand. Ansett NZ adoptó la misma librea blanca de Landor como su empresa matriz, pero con las cuatro estrellas rojas de la bandera de Nueva Zelanda en la cola en lugar de las seis blancas (según la bandera de Australia) en la librea de Ansett y, por lo tanto, también carece de las franjas de velocidad verdes y naranjas en la cola.
En su propia preparación para la nueva industria liberalizada, Ansett cambió su nombre a mediados de 1990, adoptando el nombre de Ansett Australia y adoptando una nueva librea con la bandera australiana en la cola. Este cambio también supuso el fin del nombre East-West, siendo reemplazado por 'Ansett Express', que se adoptó para los servicios de corta distancia y de cercanías en Nueva Gales del Sur anteriormente operados por Ansett NSW y East-West. Este cambio de marca también siguió a un período de reestructuración de la deuda y, a principios de 1994, se informó que la empresa había vuelto a obtener ganancias operativas. En este punto, se había eliminado toda la marca regional, y todos los aviones llevaban el mismo esquema de Ansett y un nuevo logotipo en la cola llamado 'Starmark' (que combina la Cruz del Sur de la librea anterior, el azul de la librea de la bandera y un estilizado ' A' como un guiño al plan de Ansett de los años 1960). Este cambio final también supuso la retirada de la marca Ansett Express, y estos servicios ahora se ofrecen bajo el título corporativo de Ansett Australia.
La desregulación de la industria también abrió posibilidades para que Ansett ingresara a vuelos internacionales por primera vez. El 11 de septiembre de 1993, Ansett realizó el primer vuelo internacional a Bali utilizando un Boeing 767. Para ampliar aún más sus operaciones internacionales, Ansett Australia alquiló un par de Boeing 747-300 a Singapore Airlines en agosto de 1994 para inaugurar servicios a Osaka y Hong Kong. El año siguiente se alquilaron dos 747 más a Singapore Airlines para permitir servicios a Yakarta en enero de 1996 y a Shanghai en el verano de 1997. Ansett calificó sus B747 como "naves espaciales".

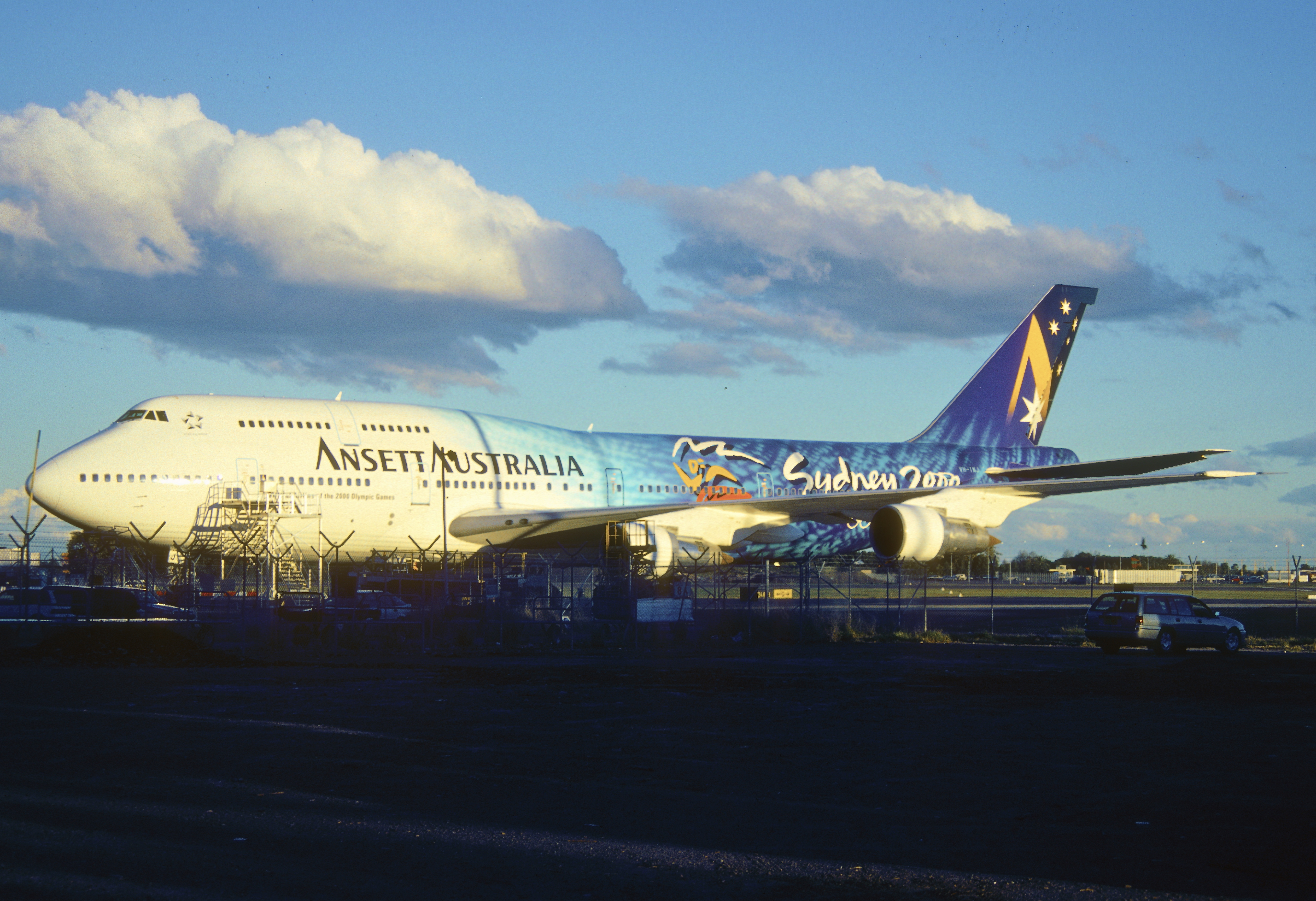
Boeing 747-300 de Ansett con los colores de los Juegos Olímpicos de Sídney 2000 en el Aeropuerto Internacional Kingsford Smith de Sídney (1999)

A finales de los años 1990, Ansett pagó millones de dólares por el derecho a ser la aerolínea oficial de los Juegos Olímpicos de Sydney 2000, una inversión generalmente considerada imprudente. Ansett vio esta alianza como una oportunidad de marketing clave para expandir su presencia en el sur y el este de Asia. Se alquilaron cinco Boeing 747-400 (cuatro arrendados sin tripulación a Singapore Airlines y uno con tripulación a Qantas) para agregar más servicios y nuevas rutas a Seúl, Taipei y Kuala Lumpur. Los aviones llevaban la marca "Sydney 2000". Ni los Juegos Olímpicos ni las nuevas rutas generaron el tráfico esperado, y varias de estas nuevas rutas fueron retiradas poco después de concluir los Juegos. Esto desestabilizó considerablemente las finanzas de la compañía, junto con otros factores industriales e internos (ver más abajo) justo antes de que los ataques del 11 de septiembre afectaran la industria y la economía de las aerolíneas a nivel mundial.

### Fusión y colapso de Air New Zealand
Ansett se había expandido a Nueva Zelanda en 1987 a través de su filial Ansett New Zealand después de que el gobierno de Nueva Zelanda abriera sus cielos a la aerolínea. Después de que el gobierno de Australia incumpliera un acuerdo de reciprocidad, Air New Zealand intentó adquirir una parte de Qantas cuando salió a bolsa en 1995, pero no se le permitió. En cambio, compró la participación del 50% de TNT en Ansett Australia por 475 millones de dólares australianos en 1996, aunque el control administrativo permaneció en manos de News Corporation. Ansett Australia tuvo entonces que desprenderse de Ansett New Zealand para evitar la creación de un monopolio. En febrero de 2000, Air New Zealand adquirió la propiedad total de Ansett, comprando la participación de News Corporation por 680 millones de dólares australianos, superando la oferta de 500 millones de dólares australianos de Singapore Airlines.
La competencia de Qantas y una sucesión de aerolíneas de bajo coste (Impulse Airlines y Virgin Blue), demasiado personal y con sueldos muy altos, una flota envejecida y la suspensión de vuelos de la flota de Boeing 767 debido a irregularidades en el mantenimiento dejaron a Ansett seriamente corta de efectivo, perdiendo 1,3 millones de dólares al día.

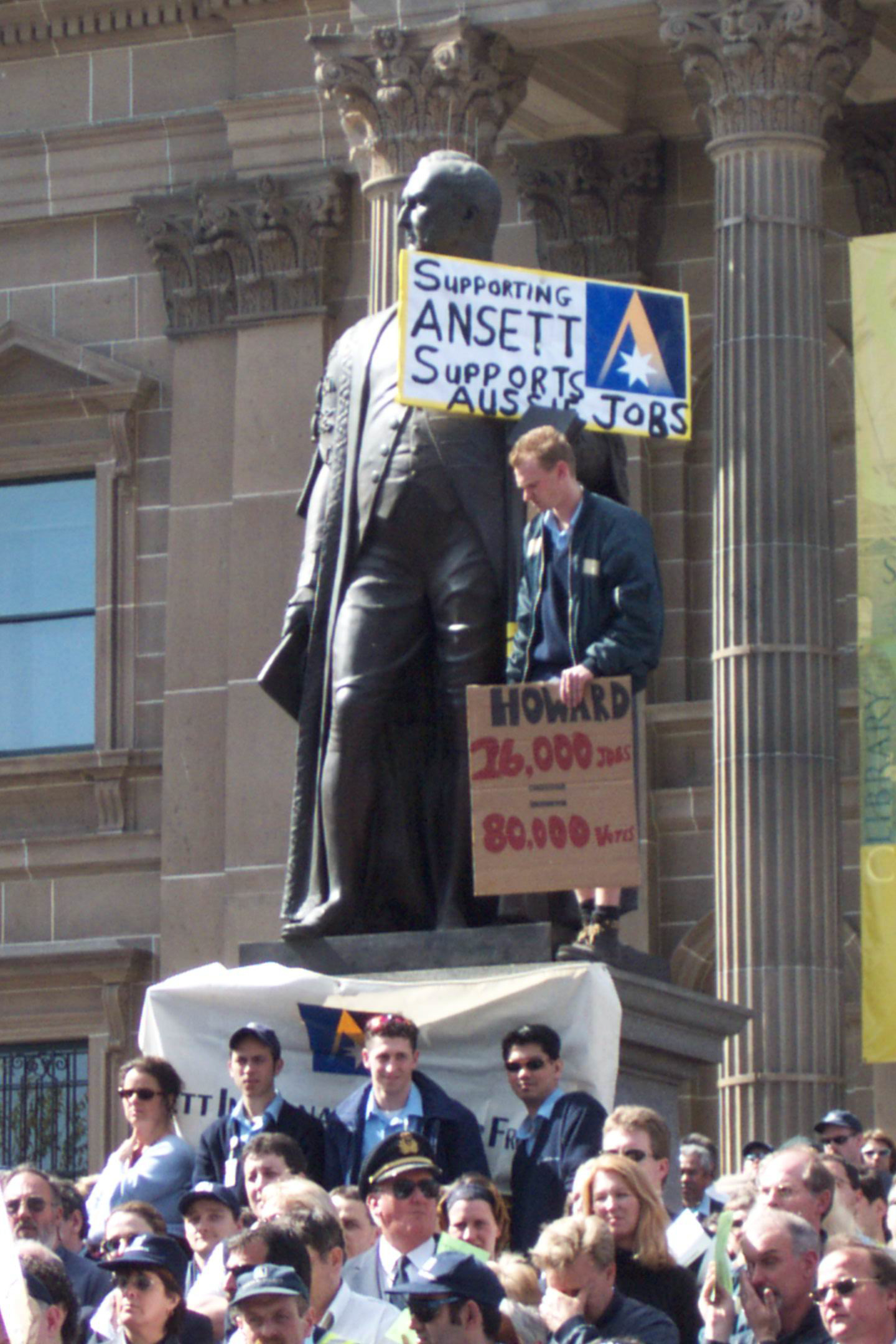
Manifestación de los extrabajadores de Ansett frente a la Biblioteca del Estado de Victoria (2001)

Air New Zealand intentó reducir los costos de Ansett esperando mantener el mismo nivel de ingresos. Esto no funcionó, ya que la reducción de costos perjudicó a Ansett. Además, se había permitido que la flota de Ansett se deteriorara, situación que llegó a un punto crítico con una inmovilización parcial de su flota de Boeing 767 durante la temporada de Navidad de 2000 y una inmovilización total en Semana Santa de 2001. Por lo tanto, Ansett no pudo competir con los aviones de bajo coste. Los transportistas y Qantas, que pudieron operar con pérdidas en algunas rutas, ya que no podían mantener los ingresos mientras reducían sus costos, lo que incluía el despido de personal.
Un acuerdo hecho en abril de 2001 para que Ansett comprara Virgin Blue fue rechazado por el jefe de Virgin, Richard Branson, en agosto, y Singapore Airlines, a la que inicialmente se le impidió comprar Ansett, también se le impidió invertir más en Air New Zealand/Ansett por el gobierno de Nueva Zelanda. Luego se negó a aceptar un acuerdo propuesto anteriormente para inyectar más de 500 millones de dólares en Air New Zealand y Ansett después de que las conversaciones fracasaran.
A principios de septiembre de 2001, cuando el problema empeoraba, el gobierno de Nueva Zelanda se preparó para rescatar a Air New Zealand (finalmente compró el 83% de la compañía por 885 millones de dólares neozelandeses), pero dejó a Ansett a la deriva. A pesar de las súplicas públicas, el gobierno australiano se negó a rescatar a Ansett.

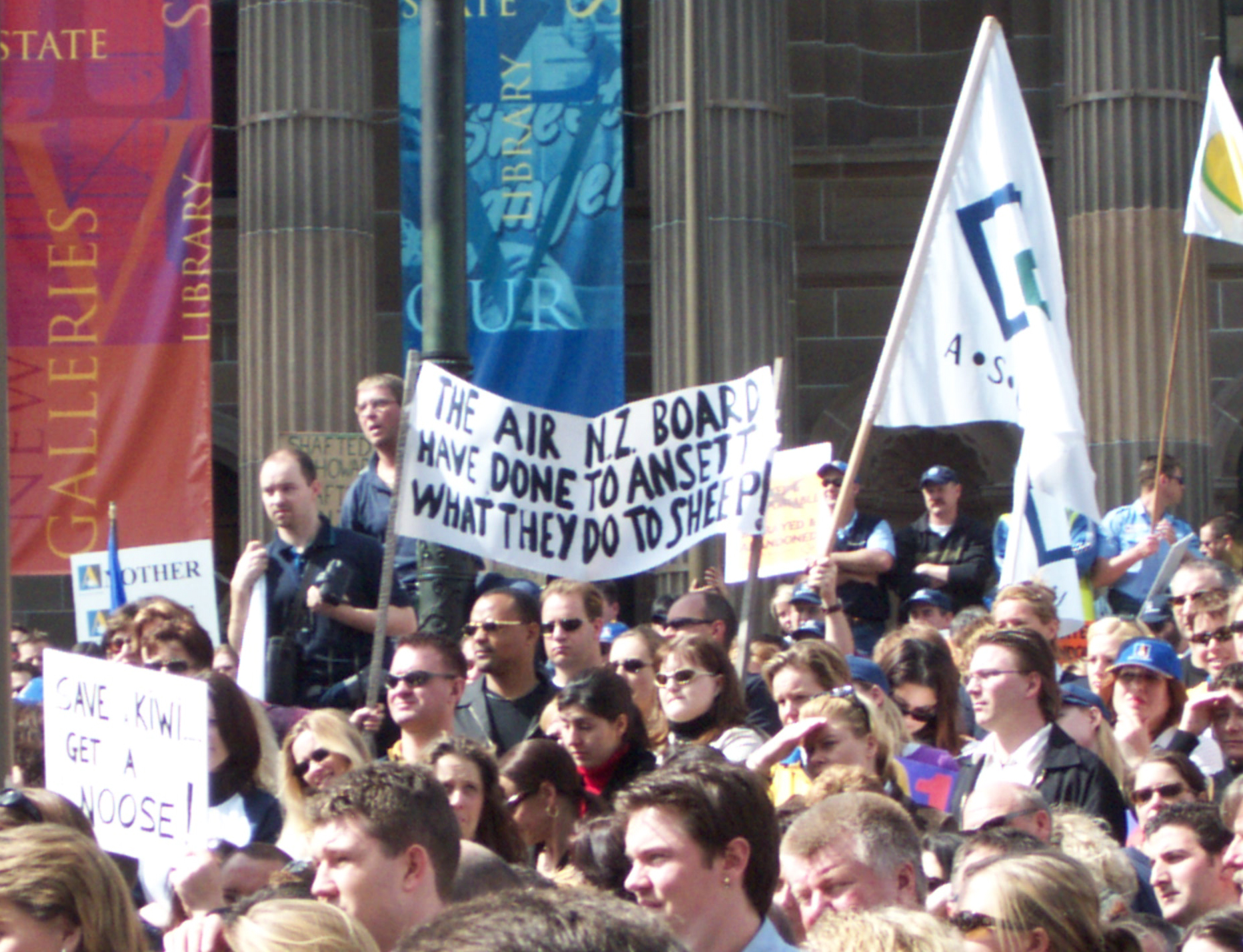
Manifestación de los extrabajadores de Ansett frente a la Biblioteca del Estado de Victoria (2001)

Air New Zealand, que se quedó sin líneas de crédito y opciones rápidamente, el 12 de septiembre de 2001 colocó al grupo de empresas Ansett en administración voluntaria con PriceWaterhouseCoopers. El 14 de septiembre, el administrador determinó que Ansett no era viable para continuar sus operaciones (principalmente debido a la aparente falta de fondos para cubrir el combustible, el catering o los salarios de los empleados) y dejó en tierra las flotas de Ansett y sus filiales Hazelton Airlines, Kendell Airlines, Skywest y Aeropelican. Los vuelos que ya estaban en el aire en el momento en que se tomó la decisión continuaron hacia sus destinos. Los clientes y casi todos los empleados no recibieron ningún aviso de la paralización de las operaciones. Un Boeing 767-200 que operaba en nombre de Ansett Airfreight y debía partir de Melbourne hacia Launceston, Tasmania, fue el primer avión al que se le impidió volar. No se pudo descargar hasta el mediodía del día siguiente, ya que no había personal remunerado de servicio. En los días previos al 14 de septiembre, a todos les habían dicho que los vuelos continuarían según lo previsto, y la mayoría de los empleados de Ansett no se enteraron hasta que se presentaron a trabajar al amanecer de ese día. Miles de pasajeros quedaron varados y más de 16.000 personas se quedaron sin trabajo, lo que convirtió a este en el mayor evento de pérdida masiva de empleos en la historia de Australia. Los trabajadores llevaron a cabo protestas generalizadas, incluido el bloqueo de un avión de Air New Zealand que estaba a punto de llevar a la entonces primera ministra de Nueva Zelanda, Helen Clark, a casa desde Melbourne.
Los entonces administradores de Ansett alegaron que Air New Zealand había participado en el despojo de activos de Ansett y había sostenido costos excesivos de combustible para Ansett debido a que Air New Zealand no los cubrió, dejando a Ansett susceptible a importantes fluctuaciones en los cargos de combustible durante el año 2000. Estas afirmaciones fueron rechazadas por Air New Zealand, señalando que había financiado la pérdida de Ansett de 180 millones de dólares australianos en el último año. Los administradores de Ansett admitieron más tarde que no se encontró evidencia de despojo de activos.

### Star Alliance
El 30 de marzo de 1999, Ansett Australia se unió a Star Alliance, una alianza global de operadores, abriendo acuerdos interlínea con una docena de operadores diferentes que conectan con más de 100 países en todo el mundo. Se ofrecieron derechos recíprocos para ciertos niveles de membresía de Star Alliance, incluida la obtención de puntos de viajero frecuente y una amplia selección de acceso a salas VIP. El logotipo de Star Alliance se agregó a todos los aviones de la flota de Ansett, así como a sus aerolíneas subsidiarias regionales. Otras aerolíneas miembro de Star, como United Airlines, se beneficiaron enormemente de la membresía de Ansett, con conexiones fluidas desde sus servicios transpacíficos. La membresía en Star Alliance se suspendió cuando el Grupo Ansett entró en administración. Tras la venta al Consorcio Tesna, se planeó que la aerolínea se reincorporara a Star Alliance, sin embargo, el cierre del 4 de marzo dejó esto sin sentido.

### Ansett Mark II y Tesna
Después de recibir una garantía del gobierno federal, Ansett reanudó servicios limitados entre las principales ciudades el 1 de octubre de 2001, utilizando únicamente su flota de Airbus A320. Esto se denominó Ansett Mark II, una operación dirigida y financiada por Ansett Australia bajo administración. El propósito de hacer que Ansett volviera a despegar era atraer un comprador para el negocio y generar un flujo de caja positivo. Los intentos de los Administradores Voluntarios de Ansett de volver a contratar a Singapore Airlines para que considerara un papel en la resurrección de Ansett a través de una reunión el 6 de octubre de 2001 dieron como resultado que SA aceptara desempeñar un papel de consultoría en este esfuerzo.
La operación reactivada y reducida funcionó con un presupuesto ajustado, y su servicio lo reflejaba. Consistía en asientos de una sola clase sin catering, equipaje interlínea, servicio de aparcacoches ni puntos de viajero frecuente. Después de un mes de regreso en el aire, los Golden Wing Club Lounges reabrieron, pero al igual que la operación de vuelo reducida, no ofrecieron refrigerios ni otras comodidades además de café y agua. Ansett estaba esencialmente en modo de "bloqueo", mientras los administradores intentaban encontrar compradores en un mercado muy desafiante. Ansett Mark II se comercializaba únicamente como "Ansett" con una fuente diferente para separarla de la operación anterior. Se operaba desde las terminales de Ansett, con el personal de tierra, la tripulación y los encargados de equipaje de Ansett trabajando las 24 horas del día para que fuera un éxito con recursos limitados. Para la operación se utilizaron puertas designadas en cada una de las terminales de Ansett, mientras que los aviones que no se utilizaban se trasladaron a puertas más distantes y se cerraron las salas en desuso.
En noviembre de 2001, los acreedores de Ansett votaron a favor de permitir que el consorcio Tesna, liderado por los empresarios de Melbourne Solomon Lew y Lindsay Fox, comprara los principales activos de Ansett. El plan implicaba crear un Ansett completamente "nuevo" a partir de las cenizas del antiguo, pero se restablecieron la fuente registrada y el logotipo "Star Mark". Sería una aerolínea nacional de tipo flota única, de dos clases y con servicio completo. Incluía una plantilla muy reducida y una flota Airbus A320 completamente nueva. El nuevo Ansett operaría desde las antiguas terminales de Ansett y arrendaría temporalmente la flota A320 de la antigua Ansett hasta que llegaran nuevos reemplazos. Se relanzarían productos de fidelización como el Golden Wing Club y el programa de viajero frecuente Global Rewards.
A los miembros del Golden Wing Club en el momento del colapso se les restablecería su membresía por un período de seis meses si usaban el nuevo Ansett. Se buscó y contrató a un nuevo director ejecutivo y comenzó a formar un nuevo equipo directivo. Se planeó una nueva sede y Airbus presentó un nuevo A320 al consorcio. Se seleccionó una nueva empresa de catering y se probaron nuevas comidas a bordo en clase Business y Economy con pasajeros en servicios Mark II seleccionados en preparación para la nueva operación.
El acuerdo con los administradores de Ansett, aunque estaba muy avanzado, fracasó a finales de febrero de 2002. Sin previo aviso, los administradores anunciaron el 27 de febrero que Fox y Lew habían retirado su oferta, citando "incapacidad para completar la transacción con asesoramiento legal". En una conferencia de prensa el mismo día, Fox y Lew anunciaron que no habían recibido apoyo financiero del gobierno para su oferta y, por lo tanto, se retiraban.
Sin otros salvadores y sin posibilidades realistas de que Ansett reviviera como una empresa viable, los administradores no tuvieron más remedio que cesar todas las operaciones de vuelo a las 23:59 del 4 de marzo de 2002, con el último vuelo comercial, AN152 de Perth a Sydney. , operado por A320-211 VH-HYI, aterrizando a las 06:53 del 5 de marzo. El personal llenó los salones Golden Wing en todo el país para velorios masivos cuando aterrizaron los últimos vuelos.

### Derechos
En ese momento, la administración de la empresa se había transferido a la recién formada empresa concursal KordaMentha. La Comisión Australiana de Valores e Inversiones inició una investigación para determinar si Ansett había negociado mientras era insolvente y finalmente determinó en julio de 2002 que sería demasiado costoso y difícil proceder con una acción que, en cualquier caso, necesitaría ser muchas acciones separadas sobre en nombre de acreedores individuales y no sólo de uno.
Con Ansett nuevamente castigado, los administradores comenzaron a vender los activos de Ansett. Esto incluyó a sus aerolíneas subsidiarias regionales, que continuaron operando a pesar de que Ansett estaba en tierra. Una junta de acreedores posterior a marzo de 2002 votó a favor de una liquidación organizada de la operación, en virtud de una escritura de constitución de empresa, en lugar de una liquidación inmediata. Se consideró que una escritura de convenio daría a los acreedores un rendimiento mayor que el que proporcionaría la liquidación.
Los trabajadores despedidos de Ansett finalmente recibieron la mayor parte de sus derechos, en parte gracias a un paquete de compensación de 150 millones de dólares australianos ofrecido por Air New Zealand a cambio de que se retirara la investigación de la ASIC, pero principalmente a través de ventas de activos e ingresos por arrendamiento. El Gobierno Federal proporcionó un préstamo de 350 millones de dólares australianos que los Administradores están reembolsando al mismo tiempo que se reembolsa al personal; sin embargo, para garantizar que no haya exposición para los contribuyentes, el Gobierno Federal impuso un gravamen de 10 dólares por puesto. sobre los pasajeros de aerolíneas australianas. Los empleados terminaron recibiendo el 96 por ciento de sus derechos.

### Administración y venta de activos.
Los administradores de Ansett, KordaMentha, inicialmente advirtieron a los acreedores que era poco probable que se obtuviera mucho más dinero, debido a que la depresión de la industria de la aviación mundial después de los ataques del 11 de septiembre en la ciudad de Nueva York y Washington, D. C., tuvo el efecto de reducir el valor. de aviones de 300 millones de dólares australianos a 70 millones de dólares australianos. En los meses posteriores al vuelo final, los administradores negociaron la venta de los arrendamientos de la terminal a los propietarios del aeropuerto, recuperando millones. Se llevaron a cabo subastas para vender el mobiliario y el equipo del aeropuerto de Ansett. Su sede en 465/489 y 501 Swanston Street, Melbourne se vendió a PDG Corporation. Algunas aeronaves almacenadas en mantenimiento intensivo fueron desmanteladas, ya que no era rentable restaurarlas a un estado de aeronavegabilidad.
La venta de la antigua flota no avanzó rápidamente, dada la depresión del mercado de la aviación y la consiguiente falta de demanda por parte de otras compañías aéreas de todo el mundo cuyas operaciones habían quedado paralizadas por los ataques del 11 de septiembre sólo unos meses antes. Después del vuelo final, casi toda la flota del A320 fue transportada vacía de regreso a Melbourne, donde permaneció almacenada en puertas abandonadas. Las flotas de Airbus A320 y Boeing 737 finalmente encontraron nuevos propietarios primero y abandonaron Australia entre marzo de 2002 y diciembre de 2006 cuando los bancos finalmente las reclamaron o cuando se encontraron nuevos propietarios.
Los dos Boeing 747 que fueron alquilados a Singapore Airlines fueron recuperados pocas semanas después del colapso y devueltos a Singapore Airlines, que restauró los colores originales. Posteriormente encontraron una nueva vida y fueron arrendados a la aerolínea nacional de Fiji, Fiji Airways, entonces conocida como Air Pacific. Los Boeing 767-300 más modernos, de los cuales Ansett tenía dos, fueron reclamados por los arrendadores en los meses siguientes, mientras que dos nuevos aviones Boeing 767-300 que llegaron demasiado tarde para entrar en servicio con Ansett partieron poco después. Qantas arrendó un avión con tripulación a corto plazo para traer aviones adicionales para cubrir la pérdida de Ansett, pero el avión mantuvo su registro de Ansett mientras estaba arrendado. Otro 767-300 nuevo, que estaba a medio camino de su ferry desde Canadá, nunca llegó a Australia y regresó a Canadá. Los aviones CRJ-200 de Kendell regresaron a Canadá doce meses después del colapso inicial.

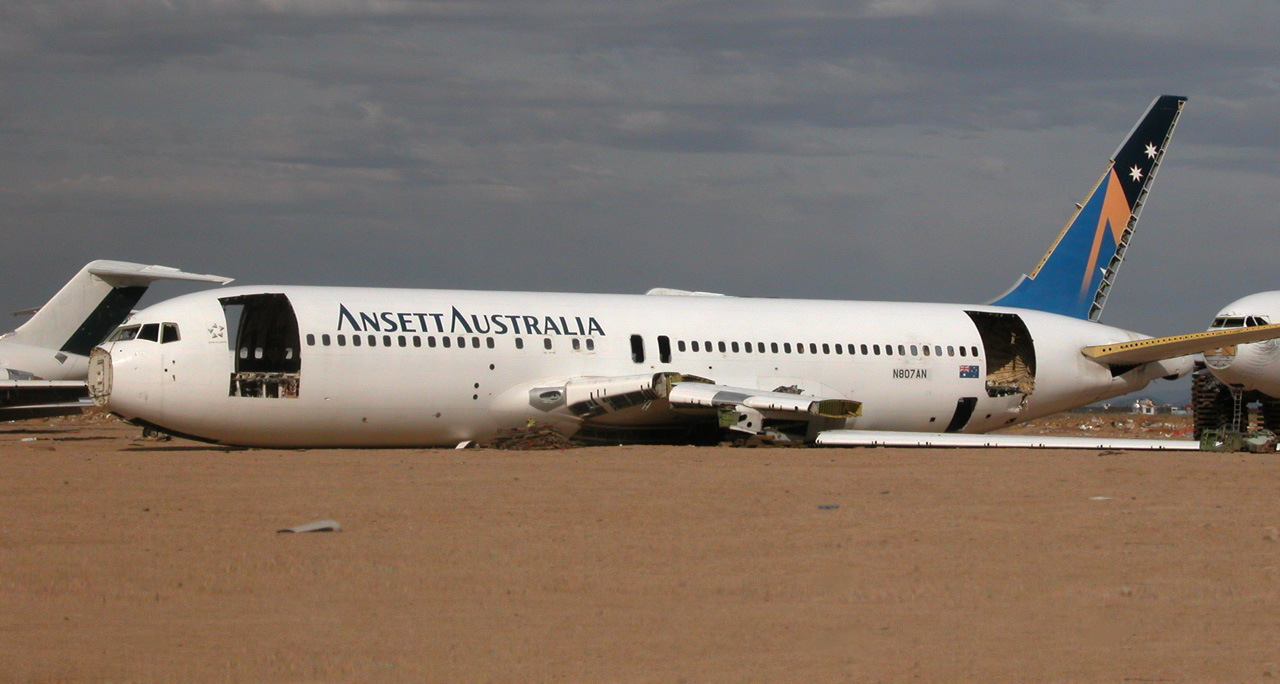
Boeing 767-200 de Ansett desguazado en el desierto de Mojave (2011)

Sin los aviones más nuevos, la mayor parte de la antigua flota de Boeing 767-200 se trasladó desde las puertas de la terminal de Melbourne cuando Virgin Blue se mudó a la antigua terminal de Ansett, y se almacenó a largo plazo en la base de ingeniería de Ansett hasta finales de 2004, cuando la mayoría se vendieron a Aeroturbine y se trasladaron en avión a los Estados Unidos para dividirlos en piezas de repuesto. Muchos de los aviones British Aerospace 146 también fueron almacenados y desguazados en Melbourne. En 2008, los restos de un BAe 146 se encontraban abandonados en el aeropuerto de Brisbane, y otro BAe 146 permanecían en el aeropuerto de Perth, aunque ninguno de ellos sigue siendo propiedad de Ansett ni se espera que vuelvan a volar. Un solitario Boeing 767-200 sobrevivió a la matanza de los desguaces, fue vendido y continúa volando en los Estados Unidos como avión chárter.
En 2006, todavía quedaban a la venta más de 217.000 artículos y dos propiedades pertenecientes a la aerolínea.En junio de 2011, se anunció que el Plan de derechos especiales para los empleados de Ansett había terminado de realizar pagos al personal anterior y que la administración de Ansett había llegado a su fin. El personal recibió aproximadamente el 96 por ciento de sus derechos.

## Flota histórica
| Aeronaves                            | Total | Introducido | Retirado | Matrículas |
| ------------------------------------ | ----- | ----------- | -------- | --- |
| Airbus A320-200                      | 20    | 1988        | 2002     | VH-HYA, VH-HYB, VH-HYC, VH-HYD, VH-HYE, VH-HYF, VH-HYG, VH-HYH, VH-HYI, VH-HYJ, VH-HYK, VH-HYL, VH-HYX, VH-HYY, VH-HYO, VH-HYQ, VH-HYR, VH-HYS, VH-HYT y VH-HYN |
| Aviation Traders Carvair             | 1     | 1965        | 1974     | VH-INK |
| Bristol 170 Freighter                | 3     | 1957        | 1967     | VH-BFA, VH-BFB y VH-INJ |
| Bristol 171 Sycamore                 | 1     | 1958        | 1961     | VH-INQ |
| British Aerospace 146                | 15    | 1985        | 2001     | VH-JJP, VH-JJQ, VH-JJS, VH-JJT, VH-JJW, VH-JJY, VH-JJZ, VH-JJU, VH-JJX, VH-EWI, VH-EWJ, VH-EWL, VH-EWM, VH-EWR y VH-EWS |
| Boeing 727-100                       | 5     | 1964        | 1984     | VH-LAP, VH-RME, VH-RMF, VH-RMD, VH-RMR, VH-RMS y VH-RMT |
| Boeing 727-200                       | 19    | 1972        | 2000     | N6809, N252US, N6833, VH-RMU, VH-RMV, VH-RMW, VH-RMX, VH-RMY, VH-RMZ, VH-RMK, VH-RML, VH-RMM, VH-RMN, VH-RMO, VH-RMP, VH-ANA, VH-ANB, VH-ANE y VH-ANF |
| Boeing 737-200                       | 12    | 1981        | 1989     | VH-CZM, VH-CZN, VH-CZO, VH-CZP, VH-CZQ, VH-CZR, VH-CZS, VH-CZT, VH-CZU, VH-CZV, VH-CZW y VH-CZX |
| Boeing 737-300                       | 32    | 1986        | 2001     | YU-AND, VH-TAK, VH-TAX, VH-TAZ, N167AW (rrg. EC-IEZ), VH-CZA, VH-CZB, VH-CZC, VH-CZD, VH-CZE, VH-CZF, VH-CZG, VH-CZH, VH-CZI, VH-CZJ, VH-CZK, VH-CZL, VH-CZV, VH-CZW, VH-CZX, VH-CZS, G-PATE, VH-TJB, VH-CZM, VH-CZN, VH-CZO, VH-CZP, VH-CZR, VH-CZQ, 5W-ILF, VH-CZU y VH-CZT |
| Boeing 747-300                       | 8     | 1994        | 1998     | VH-INH, VH-INK, VH-INJ, N121KG, N122KH, N123KJ, N125KL y 9M-MHK |
| Boeing 747-400                       | 3     | 2000        | 2001     | 9V-SMA, VH-ANA y VH-ANB |
| Boeing 757-200                       | 2     | 1989        | 1990     | G-OOOI y G-OOOJ |
| Boeing 767-200                       | 9     | 1983        | 2001     | VH-RMD, VH-RME, VH-RMF, VH-RMG, VH-RMH, VH-RML, VH-RMK, VH-RMC y VH-RMO |
| Boeing 767-300                       | 6     | 1996        | 2001     | C-FTCA, VH-RMM, VH-BZL, VH-BZM, VH-BZF y VH-BZI |
| Convair CV-440                       | 3     | 1957        | 1959     | VH-BZF, VH-BZN y VH-BZO |
| Convair CV-580                       | 4     | 1956        | 1961     | VH-BZG, VH-BZD, VH-BZH y VH-BZM |
| Convair CV-640                       | 1     | 1954        | 1959     | VH-BZE |
| De Havilland Canada DHC-6 Twin Otter | 6     | 1969        | 2001     | VH-PGS, VH-PGT, VH-PGU, VH-KZO, VH-KZP y VH-KZQ |
| Douglas DC-3                         | 20    | 1947        | 1975     | VN-ANR, VH-ABR, VH-ANQ, VH-ANO, VH-ANP, VH-ANH, VH-RMA, VH-ANJ, VH-INB, VH-ANZ, VH-ANT, VH-ANV, VH-INC, VH-INI, VH-RMK, VH-IND, VH-ANW, VH-ANN, VH-ANX y VH-AOI |
| Douglas DC-4                         | 8     | 1947        | 1976     | VH-INL, VH-INM, VH-ANG, VH-INJ, VH-ANG, VH-INX, VH-INY y VH-TAB |
| Douglas DC-6                         | 6     | 1957        | 1968     | VH-INV, VH-INW, VH-INH, VH-INA, VH-INS y VH-INT |
| Douglas DC-8                         | 2     | 1989        | 1995     | N1804 y N791AL |
| Fokker F27 Friendship                | 28    | 1959        | 1992     | VH-FNA, VH-FNB, VH-MMS, VH-FND, VH-FNE, VH-FNF (rrg. VH-MMO), VH-FNG, VH-FNH, VH-FNI, VH-FNV, VH-FNW, VH-FNJ, VH-FNK, VH-FNL, VH-FNM, VH-FNN, VH-MMR, VH-FNO, VH-FNP, VH-FNQ, VH-FNR, VH-FNS, VH-FNT, VH-FNU, VH-MMV, VH-FCB, VH-FCC y VH-EWW                                 |
| Fokker 50                            | 11    | 1987        | 1996     | VH-FNA, VH-FNB, VH-FNC, VH-FNF, VH-FNG, VH-FNH, VH-FNI, VH-FNJ, OE-LFY, OE-LFZ y VH-FND |
| Fokker F28                           | 12    | 1984        | 2001     | VH-FKF, VH-FKA, VH-FKC, VH-FKE, VH-ATE, VH-FKI, VH-FKJ, VH-EWA, VH-EWB, VH-EWC, VH-EWD y VH-FKO |
| Lockheed L-188 Electra               | 4     | 1959        | 1984     | VH-RMA, VH-RMB, VH-RMC y VH-RMG |
| Lockheed Modelo 10 Electra           | 2     | 1937        | 1953     | VH-UZO y VH-UZN |
| McDonnell Douglas DC-9               | 12    | 1967        | 1982     | VH-CZA, VH-CZB, VH-CZC, VH-CZD, VH-CZE, VH-CZF, VH-CZG, VH-CZH, VH-CZI, VH-CZJ, VH-CZK y VH-CZL |
| Piper PA-23 Aztec                    | 1     | 1965        | 1975     | VH-MEA |
| Short S.25 Sunderland                | 3     | 1954        | 1974     | VH-BRC, VH-BRE y VH-BRF |
| Short SC.7 Skyvan                    | 1     | 1968        | 1977     | VH-PNJ |
| Sikorsky S-61                        | 2     | 1964        | 1985     | VH-BRI y VH-BRH |
| Vickers Viscount                     | 12    | 1958        | 1971     | VH-RMQ, VH-TVC, VH-TVE, VH-TVF, VH-RMO, VH-RMP, VH-RML, VH-RMK, VH-RMG, VH-RMH, VH-RMI y VH-RMJ |